# لوئیس نیلسون
لوئیس نیلسون (انگلیسی: Lois Neilson؛ ‏ ۷ سپتامبر ۱۸۹۵ – ۹ ژوئیهٔ ۱۹۹۰) بازیگر اهل ایالات متحده آمریکا بود و همسر نخست استن لورل بود.
از فیلم‌هایی که وی در آن‌ها نقش داشته‌است، می‌توان به زنت رو دوست داری؟ اشاره نمود.